# Pernod Ricard
Pernod Ricard («Перно Рікар») — французька компанія, виробник і дистрибутор алкогольних напоїв. Штаб-квартира — у Парижі.

## Історія
Коріння Pernod Ricard йдуть у Марсель, де 1932 році Поль Рікар винайшов анісову настоянку пастіс і заснував компанію Ricard. У 1975 році Ricard поглинула іншого відомого виробника міцних напоїв — фірму Pernod (цей рік і вважається роком заснування об'єднаної компанії). Pernod, сімейна компанія з Савойї, існувала з 1805 року і в першу чергу була відома своїм абсентом. У 1915 році виробництво абсенту у Франції було заборонено, і Pernod вирішила замінити у своїй рецептурі полин на аніс (проте, винахідником анісової настоянки вважалася саме Ricard)
В 1987 році Pernod Ricard вийшла на Паризьку біржу, провівши IPO. На момент об'єднання загальний обсяг продажів компанії оцінювався в 348 млн євро (у нинішніх цінах), причому 83 % припадало на Францію. До 2012 році продажі Pernod Ricard досягли 6, 4 млрд євро, і на внутрішній ринок припадало лише 11 % продажів.

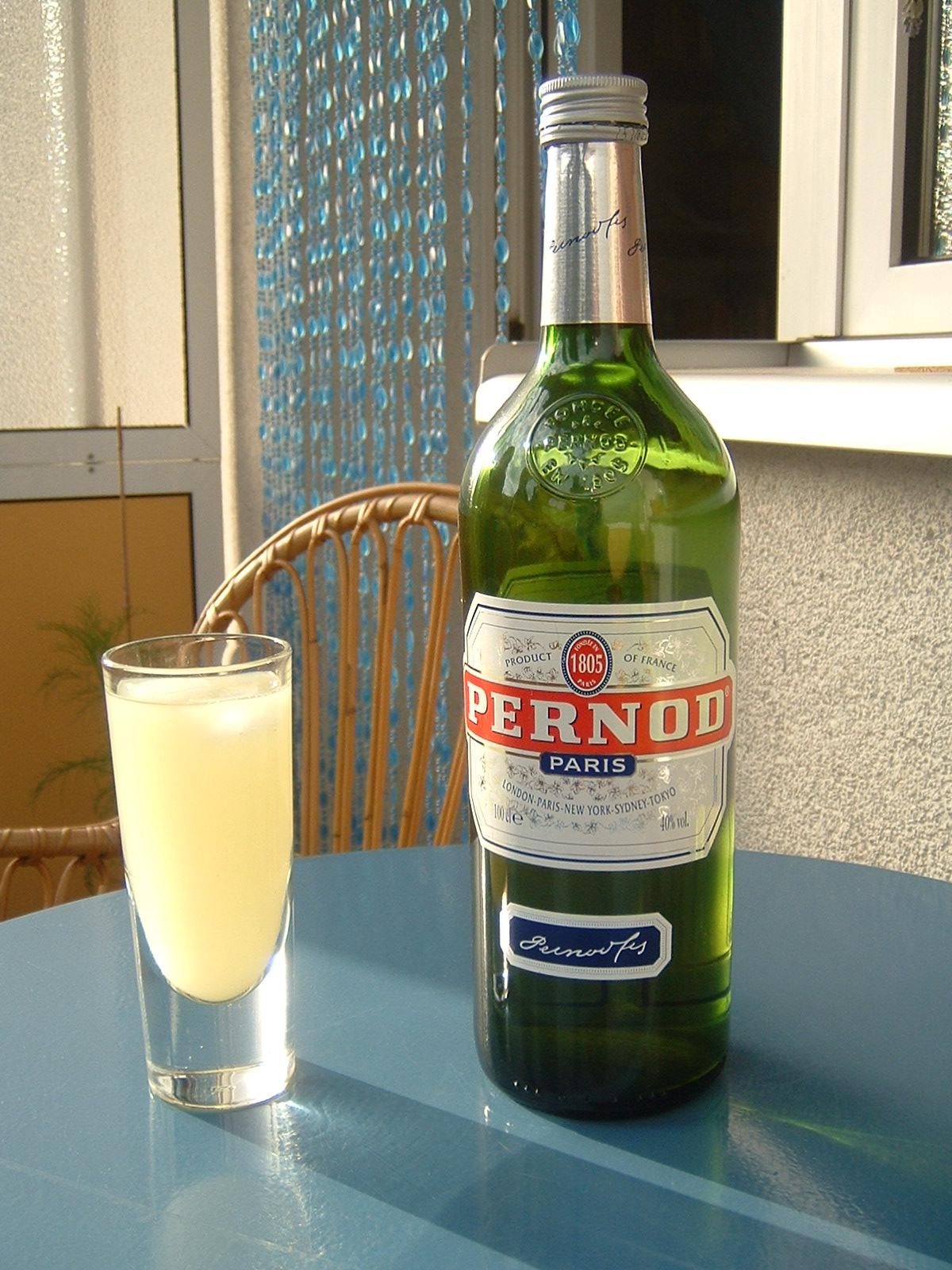
Анісова настоянка Перно — один з найбільш відомих продуктів Pernod Ricard

Головою ради директорів і головним акціонером до серпня 2012 року був Патрік Рікар, який помер 17 грудня від серцевого нападу. Рікар успадкував бізнес від свого батька, розвинувши його надалі з сімейного підприємства у велику міжнародну корпорацію. Посаду генерального директора компанії він зайняв відразу після об'єднання, в 1975 році, а в 1978 році, після відходу Поля Рікара на пенсію, став ще й президентом корпорації. В кінці 2008 року на посаду директора (CEO) вперше був призначений не член сім'ї засновників компанії — П'єр Пренге («Pierre Pringuet»).

### Злиття і поглинання
В 1980 році французька група за $100 млн придбала американську компанію Austin Nichols, відому своїм бурбоном Wild Turkey. В подальшому були придбані такі фірми як Campbell Distillers (Шотландія), Ramazzotti (Італія), Irish Distillers (Ірландія), Wyndham Orlando (Австралія), Havana Club International (Куба).
В 2000 році було придбано 40 % активів канадської компанії Seagram, через два роки частину цих активів з виробництва прохолодних напоїв були перепродані Coca-Cola, а у Pernod Ricard залишилися коньяк Martell і джин Seagram. У 2003 році була куплена Chivas Bros, що випускала віскі Chivas Regall
2005 році Pernod Ricard придбала компанію Allied Domecq (Мережі кафе, що належали Allied Domecq — Dunkin Donuts і Baskin Robbins були перепродані американським фондам прямих інвестицій за $2,43 млрд, а марки текіли Sauza, коньяку Courvoisier, віскі Teacher's Highland Cream і портвейну Cockburn's — американській Fortune Brands). А влітку 2008 року французька компанія здійснила найбільше в історії галузі придбання, поглинувши за 9 млрд доларів шведську Vin&Spirit Group (горілка Absolut). У 2009 році південноафриканській компанії Distell Group Limited за 31 млн євро був проданий коньячний бренд Bisquit.
За даними неурядової організації «Альянс Антикоррида», компанія була основним спонсором кориди у Франції, фінансуючи клуби кориди, незважаючи на опозицію більшості французьких громадян до кривавих видів спорту. У 2020 році Pernod Ricard припинив співпрацю з клубами кориди
Після повномасштабного вторгнення РФ до України, компанія продовжила роботу на ринку Росії, лише наприкінці квітня 2023 року було припинено поставки продукції до РФ.

## Власники і керівництво
14 % акцій компанії належить родині Рікар (влітку 2012 року журнал Challenges оцінював стан сім'ї в 2, 950 млрд євро), решта знаходиться у вільному обігу.
Головний керуючий компанії — П'єр Пренге.

## Діяльність
Pernod Ricard займає друге місце в списку найбільших алкогольних компаній світу. Основні марки — віскі Chivas Regal, Jameson, ballantine's, ром Havana Club, джин Beefeater, текіла Olmeca, горілка Absolut, коньяк Martell, лікер Malibu, шампанське Mumm і Perrier Jouet, пачаран Зоко та ін. Крім цього, компанія відома як виробник пастісу.

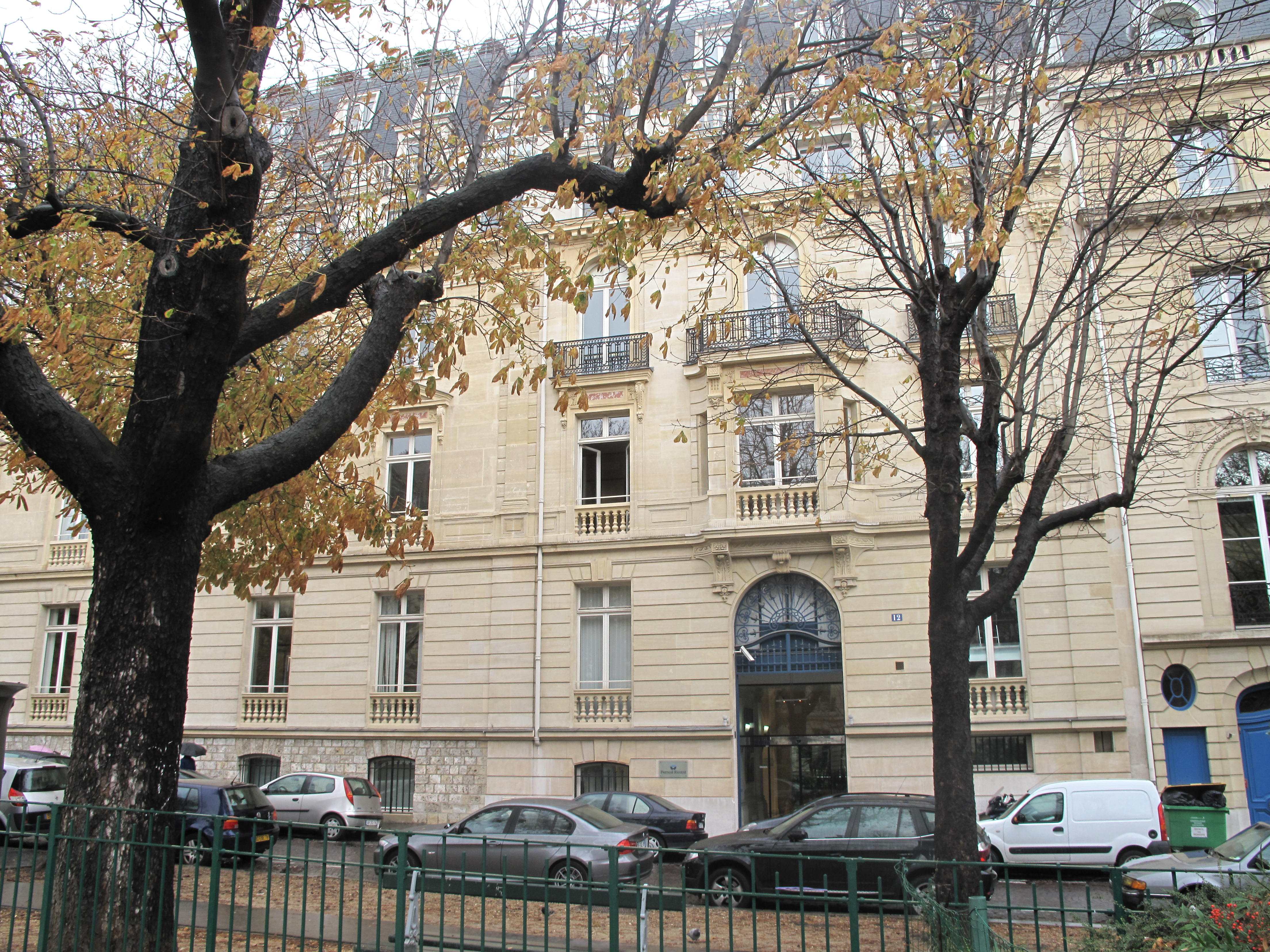
Паризька штаб-квартира компанії

Також Pernod Ricard володіє Єреванським коньячним заводом (вірменський коньяк «АрАрАт») і Грузинською компанією вин і алкогольних напоїв — GWS (марки «Тамада» і «Старий Тбілісі»).
Чисельність персоналу — 19,3 тис. осіб. У 2009/10 фінансовому році чистий прибуток компанії — €951 млн євро (зростання 0, 6 %). Виручка — €7,08 млрд (зниження на 2 %). Сукупна виручка компанії знизилася через скорочення продажів алкоголю в Західній Європі.